# Списак романтичних комедија са највећом зарадом
| Позиција | Назив филма                                                    | Зарада       | Година | Извор    |
| -------- | -------------------------------------------------------------- | ------------ | ------ | -------- |
| 1        | Згодна жена                                                    | $463.406.268 | 1990   | [ 1 ]    |
| 2        | Секс и град                                                    | $415.253.641 | 2008   | [ 2 ]    |
| 3        | Шта жене желе                                                  | $374.111.707 | 2000   | [ 3 ]    |
| 4        | Шта је то са Мери                                              | $369.884.651 | 1998   | [ 4 ]    |
| 5        | Моја велика мрсна православна свадба                           | $368.744.044 | 2002   | [ 5 ]    |
| 6        | Љубавни терапеут                                               | $368.100.420 | 2005   | [ 6 ]    |
| 7        | Ја у љубав верујем                                             | $363.889.678 | 1999   | [ 7 ]    |
| 8        | Веридба                                                        | $317.375.031 | 2009   | [ 8 ]    |
| 9        | Добро да боље не може бити                                     | $314.178.011 | 1997   | [ 9 ]    |
| 10       | Одбегла млада                                                  | $309.457.509 | 1999   | [ 10 ]   |
| 11       | Венчање мог најбољег друга                                     | $299.288.605 | 1997   | [ 11 ]   |
| 12       | Harry Potter and the Philosopher's Stone                       | $974,755,371 | 2001   |          |
| 13       | Pirates of the Caribbean: At World's End                       | $963,420,425 | 2007   |          |
| 14       | Harry Potter and the Deathly Hallows – Part 1                  | $956,399,711 | 2010   | [ # 1 ]  |
| 15       | The Lion King                                                  | $951,583,777 | 1994   |          |
| 16       | Harry Potter and the Order of the Phoenix                      | $939,885,929 | 2007   | [ # 2 ]  |
| 17       | Harry Potter and the Half-Blood Prince                         | $934,416,487 | 2009   | [ # 3 ]  |
| 18       | The Lord of the Rings: The Two Towers                          | $926,047,111 | 2002   |          |
| 19       | Shrek 2                                                        | $919,838,758 | 2004   |          |
| 20       | Jurassic Park                                                  | $914,691,118 | 1993   | [ # 4 ]  |
| 21       | Harry Potter and the Goblet of Fire                            | $896,911,078 | 2005   |          |
| 22       | Spider-Man 3                                                   | $890,871,626 | 2007   | [ # 5 ]  |
| 23       | Ice Age: Dawn of the Dinosaurs                                 | $886,686,817 | 2009   | [ # 6 ]  |
| 24       | Harry Potter and the Chamber of Secrets                        | $878,979,634 | 2002   | [ # 7 ]  |
| 25       | The Lord of the Rings: The Fellowship of the Ring              | $871,530,324 | 2001   | [ # 8 ]  |
| 26       | Finding Nemo                                                   | $867,893,978 | 2003   | [ # 9 ]  |
| 27       | Star Wars Episode III: Revenge of the Sith                     | $848,754,768 | 2005   | [ # 10 ] |
| 28       | Transformers: Revenge of the Fallen                            | $836,303,693 | 2009   | [ # 11 ] |
| 29       | Inception                                                      | $823,576,195 | 2010   | [ # 12 ] |
| 30       | Spider-Man                                                     | $821,708,551 | 2002   | [ # 13 ] |
| 31       | Independence Day                                               | $817,400,891 | 1996   | [ # 14 ] |
| 32       | The Avengers                                                   | $803,319,373 | 2012   | [ # 15 ] |
| 33       | Shrek the Third                                                | $798,958,162 | 2007   | [ # 16 ] |
| 34       | Harry Potter and the Prisoner of Azkaban                       | $796,688,549 | 2004   | [ # 17 ] |
| 35       | E.T. the Extra-Terrestrial                                     | $792,910,554 | 1982   |          |
| 36       | Indiana Jones and the Kingdom of the Crystal Skull             | $786,636,033 | 2008   | [ # 18 ] |
| 37       | Spider-Man 2                                                   | $783,766,341 | 2004   | [ # 19 ] |
| 38       | Star Wars                                                      | $775,398,007 | 1977   |          |
| 39       | 2012                                                           | $769,304,749 | 2009   | [ # 20 ] |
| 40       | The Da Vinci Code                                              | $758,239,851 | 2006   | [ # 21 ] |
| 41       | Shrek Forever After                                            | $752,600,867 | 2010   | [ # 22 ] |
| 42       | The Chronicles of Narnia: The Lion, the Witch and the Wardrobe | $745,011,272 | 2005   | [ # 23 ] |
| 43       | The Matrix Reloaded                                            | $742,128,461 | 2003   | [ # 24 ] |
| 44       | Up                                                             | $731,342,744 | 2009   | [ # 25 ] |
| 45       | The Twilight Saga: New Moon                                    | $709,827,462 | 2009   | [ # 26 ] |
| 46       | Transformers                                                   | $709,709,780 | 2007   | [ # 27 ] |
| 47       | The Twilight Saga: Breaking Dawn – Part 1                      | $705,058,657 | 2011   | [ # 28 ] |
| 48       | The Twilight Saga: Eclipse                                     | $698,491,347 | 2010   | [ # 29 ] |
| 49       | Mission: Impossible – Ghost Protocol                           | $693,054,071 | 2011   | [ # 30 ] |
| 50       | Forrest Gump                                                   | $677,387,716 | 1994   | [ # 31 ] |